# Nationalkomitee Freies Deutschland
Nationalkomitee Freies Deutschland (svenska: Nationalkommitten för det fria Tyskland, förkortat NKFD) var en tysk antinazistisk organisation som opererade i Sovjetunionen under andra världskriget, 1943-45.
NKFD skapades av tyska exil-kommunister i Sovjetunionen, med sovjetiskt stöd, och värvade medlemmar bland tyska krigsfångar. Flera medlemmar fick senare framträdande positioner i DDR.

## Nämnvärda medlemmar
- Anton Ackermann
- Wilhelm Adam
- Johannes R. Becher
- Willi Bredel
- Heinrich Graf von Einsiedel
- Peter Gingold
- Walter Janka
- Hans Kahle
- Alfred Kurella
- Arno von Lenski
- Wolfgang Leonhard
- Vincenz Müller
- Friedrich Paulus
- Wilhelm Pieck
- Walther von Seydlitz-Kurzbach
- Walter Ulbricht
- Gustav von Wangenheim
- Erich Weinert
- Otto Winzer
- Friedrich Wolf
- Markus Wolf